# De 9 à 5
De 9 à 5 est une série télévisée québécoise en 106 épisodes de 25 minutes en noir et blanc scénarisée par Marcel Dubé et diffusée du 7 octobre 1963 au 24 mai 1966 à la Télévision de Radio-Canada.

## Synopsis
Le téléroman « De 9 à 5 » raconte la vie des personnes qui gravitent autour de la firme "Pigeon et Boisvert": Les relations de toutes natures entre les employé(e)s, leurs familles, la hiérarchie, les classes socio-économiques...  Les archétypes de certains personnages ou les mêmes personnages se retrouvent ailleurs dans l'oeuvre de Dubé, c'est le cas de Manuel et de Virginie.  C'est le quotidien de petits employés de bureau "né(e)s pour un petit pain" dont les ambitions sont étouffées. C'est aussi la rigidité des classes sociales, la suffisance des possédants. C'est à n'en pas douter un portrait fidèle de l'enfermement des canadien-français dans l'ère pré-révolution-tranquille du Québec.
Cette version télévisuelle s'inscrit de plein droit dans l'oeuvre dramatique de Marcel Dubé.

## Fiche technique
- Scénarisation : Marcel Dubé
- Réalisation : Louis Bédard
- Société de production : Société Radio-Canada

## Distribution
- Jean Duceppe : Charles Pigeon
- Denise Pelletier : Virginie
- Huguette Oligny : Françoise
- Louise Marleau : Gloria
- Jean-Louis Paris : Hercule
- Georges Groulx : Grégoire
- Raymond Lévesque : Rémy
- François Tassé : Hugues
- Benoît Girard : Manuel
- Monique Joly : Suzanne
- Claire Richard : Sophie
- Mariette Duval : Nina
- Pierre Boucher : Hector Boisvert
- Nathalie Naubert : Danièle
- Marjolaine Hébert : Simone Boisvert
- Patricia Soleil : Lisa
- Jacques Bilodeau : Teddy
- Michèle Bisaillon : Marie-Josée
- Hervé Brousseau : Gaston
- Gilbert Comtois : Bruno
- Roger Garand : Antoine
- Guy Godin : Paulo
- Alain Gélinas : David
- Isabelle Jan : Diane
- Andrée Lachapelle : Colette Pigeon
- Francine Landry : Fille de Suzanne
- Madeleine Langlois : Béatrice
- Anne Lauriault : Anne
- Réjean Lefrançois : Rémy
- Hubert Loiselle : Richard
- Marie-Josée Longchamps : Jeannine
- Yves Létourneau : Edgar
- Suzanne Lévesque : Isabelle
- Janine Mignolet : Germaine
- Pierre Patry : Armand
- Jean Perraud : Éric
- Claude Préfontaine : Philippe
- Michèle Prévost : Nicole
- Réjean Roy : Rodrigue
- François Rozet : Édouard
- Madeleine Sicotte : Gertrude
- Yvon Thiboutot : Julien
- Jean Dubost
- Gisèle Dufour
- Jean-Paul Dugas
- Edgar Fruitier